# Koenigsegg CC
Der Koenigsegg CC (CC für Competition Coupe) ist ein Supersportwagen, den der schwedische Fahrzeughersteller Koenigsegg in verschiedenen Varianten produzierte.
2010 wurde der CC von seinem Nachfolger, dem Agera, abgelöst.

## Modelle

### 1999 – CC

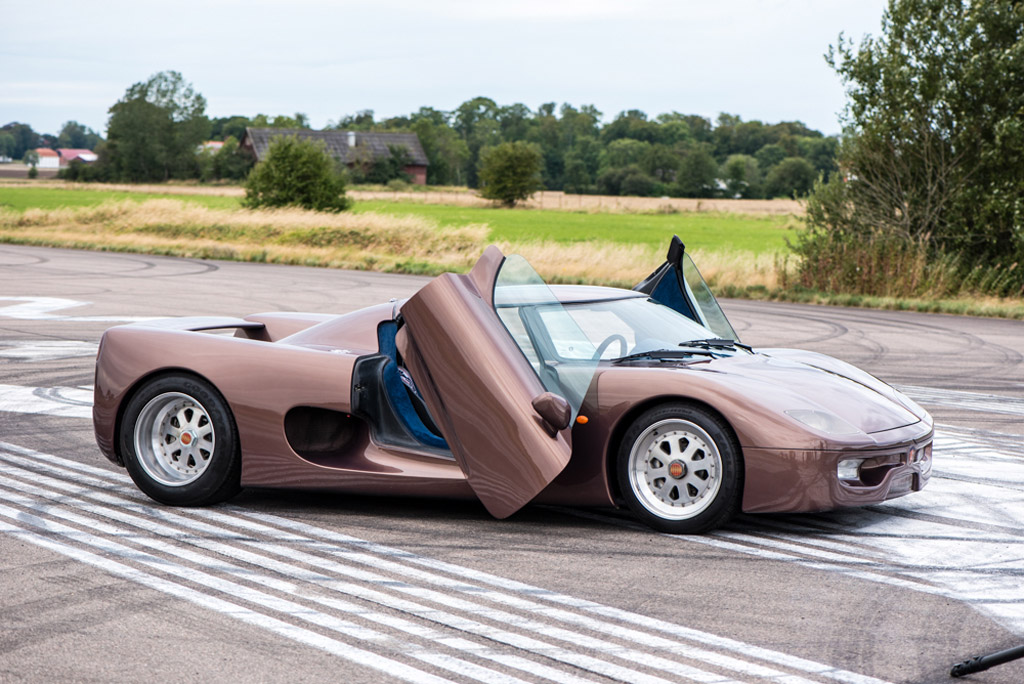
Koenigsegg CC Prototyp

Der Koenigsegg CC ist der Prototyp des CC8S. Die Arbeiten am ersten Fahrzeug begannen schon 1994. Christian von Koenigseggs Ziel war es, schneller als der McLaren F1 zu sein. Dieser, sowie der Ferrari F40, dienten als Inspiration für den ersten Prototyp.
Um als schwedisches, automobiles Start-up-Unternehmen nicht gleich wieder von der Bildfläche zu verschwinden, musste sich das Team um Koenigsegg einige Besonderheiten einfallen lassen. So wurde zum Beispiel das Fahrzeug so konzipiert, dass sich das Dach in einem Stück herausnehmen und im vorderen Gepäckraum unterbringen lassen kann. Auch die für Koenigsegg bekannten Dihedral Synchro-Helix Actuation Doors, eine besondere Form der Scherentüren, sollten als Alleinstellungsmerkmal dienen.
Als Motor wurde ein Audi 4,2L V8-Motor verwendet.

### 2002 bis 2003 – CC8S

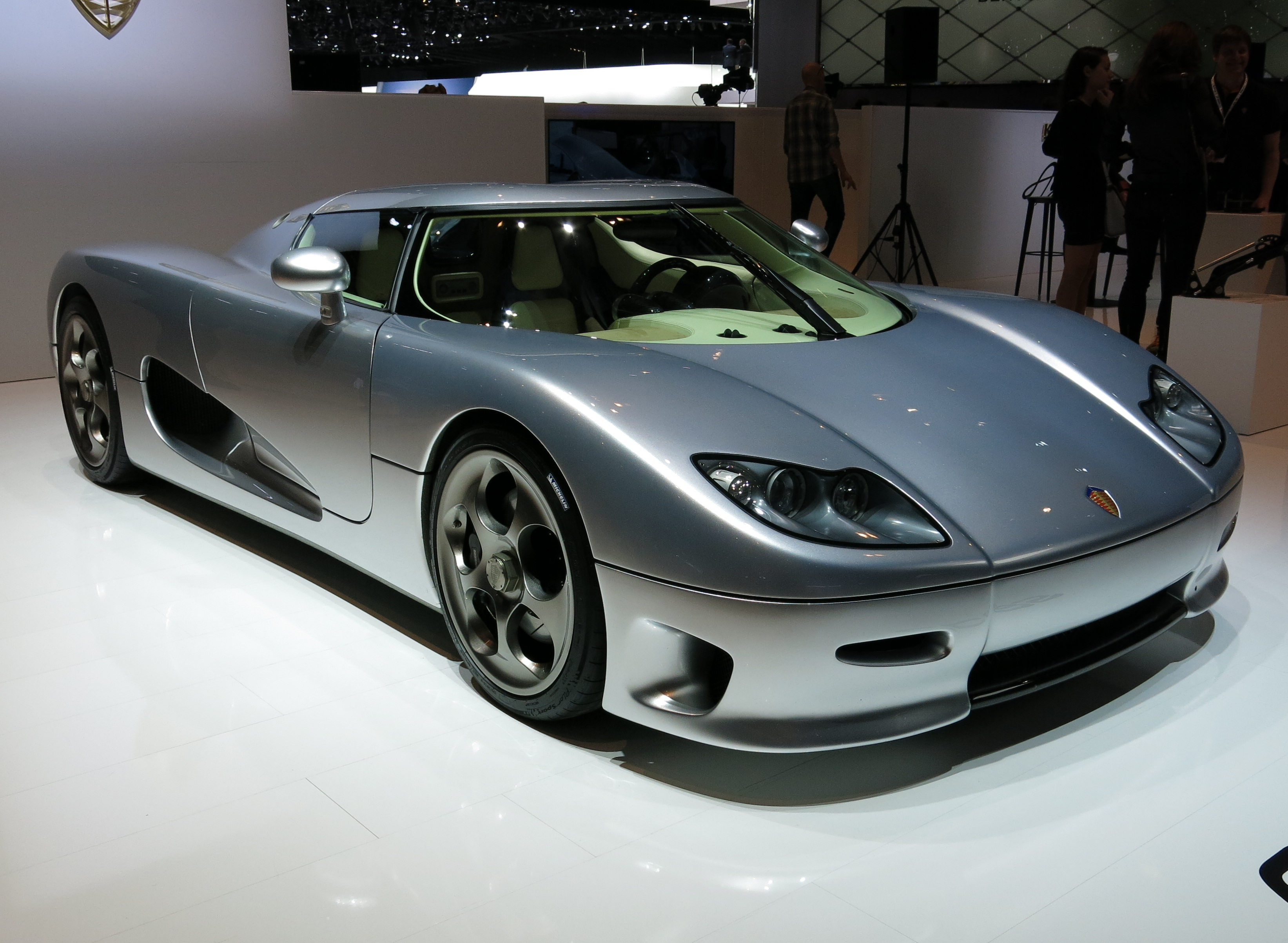
Koenigsegg CC8S

Der CC8S ist das erste in Serie produzierte Fahrzeug von Koenigsegg. Er wurde 2000 auf dem Pariser Autosalon der Öffentlichkeit vorgestellt. Dort wurden auch die ersten Bestellungen aufgenommen.
Sechs Fahrzeuge wurden in den Jahren 2002 und 2003 gebaut. Zwei davon sind Rechtslenker. Der Motor für dieses Modell wurde zwar von Koenigsegg in den Produktionsstätten in Ängelholm zusammengebaut, basierte aber auf einem Ford V8-Motor.
Bei einem Crashtest im schwedischen Autoliv-Crash-Test-Center schnitt der Koenigsegg CC8S trotz seiner Leichtbauweise als eines der sichersten aller je dort getesteten Fahrzeuge ab.
Der CC8S gewann einige Preise, unter anderem den Red Dot Design Award für exzellentes Design. Daneben erhielt er auch einen Eintrag im Guinness-Buch der Rekorde für den stärksten, in Serie gebauten Motor für ein Kraftfahrzeug.

### 2004 bis 2006 – CCR

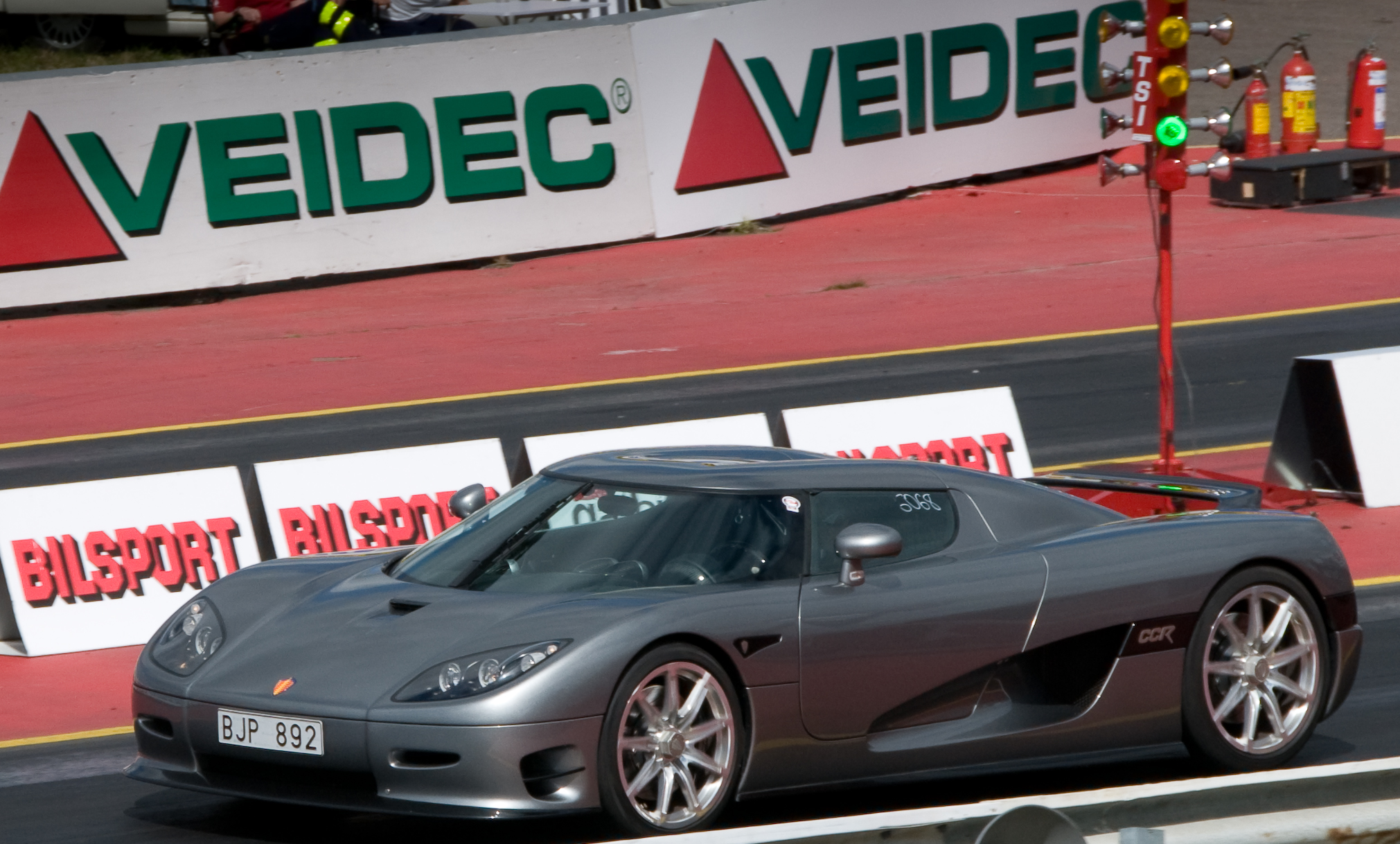
Koenigsegg CCR

Der Nachfolger des CC8S ist der CCR. Verglichen mit dem CC8S besitzt der CCR ein aufgefrischtes Design, einen größeren Frontspoiler, größere Räder und Bremsen, einen Heckspoiler sowie ein verbessertes Fahrwerk und Chassis.
Der Koenigsegg CCR erreichte am 28. Februar 2005 auf der kreisrunden Pista di Nardò in Italien eine Höchstgeschwindigkeit von 394,87 km/h und löste den McLaren F1 als schnellstes straßenzugelassenes Serienfahrzeug im Guinness-Buch der Rekorde ab. Am 20. Mai 2005 erreichte der Bugatti Veyron in Ehra-Lessien über 400 km/h und verdrängte ihn in späteren Ausgaben.
Der CCR ist der erste Koenigsegg mit dem typischen Geist-Symbol. Er ist ein Tribut an das schwedische Kampfflugzeug Geschwader Nr. 1, welches zuvor in den Produktionshallen von Koenigsegg stationiert war.
Von 2004 bis 2006 wurden 14 Fahrzeuge produziert.

### 2006 bis 2010 – CCX

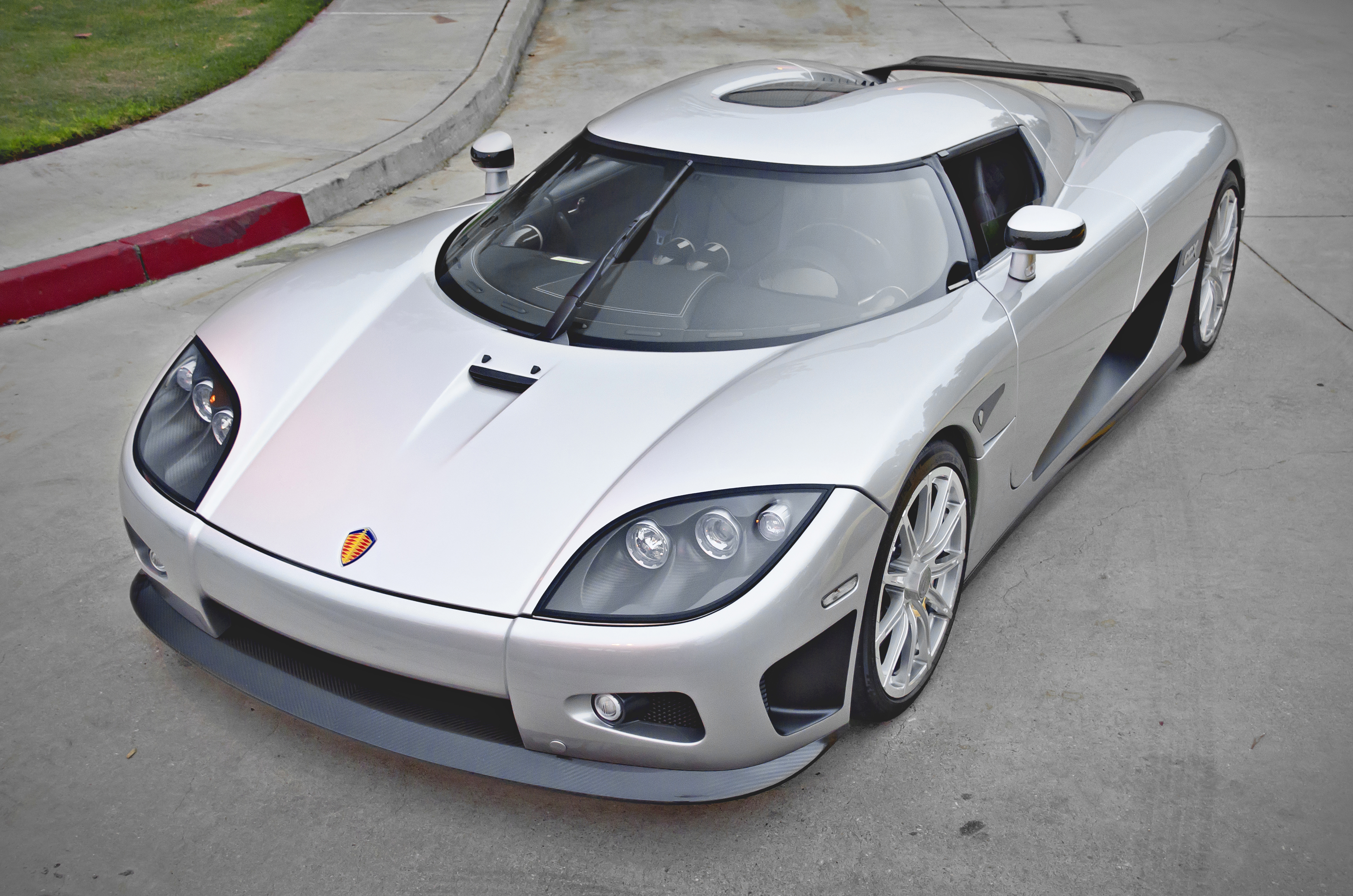
Koenigsegg CCX

Der CCX ist die dritte Generation des CC. Er wurde 2006 auf dem Genfer Auto-Salon der Öffentlichkeit präsentiert.
Das Ziel bei der Entwicklung des CCX war es, ein Fahrzeug für den internationalen Markt zu bauen. Speziell die Umwelt- und Sicherheits-Regulierungen der USA sorgten dabei für die grundlegende Änderungen. Das Chassis wurde vergrößert, die Dachlinie angehoben und die Stoßstangen und Lichter verändert. Der zuvor genutzte Ford-Motorblock ist durch eine komplette Neuentwicklung von Koenigsegg ersetzt worden, um den kalifornischen Abgas-Standards gerecht zu werden.
Neben den optischen Veränderungen wurde auch technisch so viel verändert, dass im Grunde kein Teil des Vorgängers CCR übernommen wurde.
CCX steht für Competition Coupe X. Das X steht dabei für die römische Zahl 10. Er markiert das zehnjährige Jubiläum des CC-Prototyps, welcher 1996 fertiggestellt wurde und die ersten Testfahrten absolviert hatte.
Zwischen 2006 und 2010 wurden insgesamt 49 CCX gebaut, darunter 9 CCXR, 6 CCX / CCXR Edition, 2 CCXR Special Edition und 2 CCXR Trevita. Ein CCX wurde für Crashtests verwendet, ein weiterer als firmeninternes Testfahrzeug.

#### 2007 – CCGT

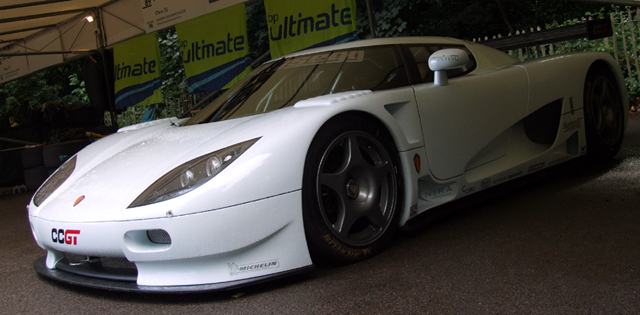
Koenigsegg CCGT

Der CCGT ist eine auf dem CCR basierende Rennversion. Er wurde gebaut, um an der FIA GT-Meisterschaft teilzunehmen. Der Öffentlichkeit vorgestellt wurde er 2007 auf dem Genfer Auto-Salon.
Zwei Monate nachdem die ersten Testfahrten beendet wurden, änderte die ACO und die FIA die Regulierungen für die GT1-Klasse. Neben dem Verbot Karbon-Monocoques zu verwenden, gab es auch die Auflage, pro Jahr mindestens 350 Straßenversionen der teilnehmenden Rennfahrzeuge zu bauen. Dies war für Koenigsegg 2007 nicht realisierbar. Der Autobauer hatte es bis zu diesem Zeitpunkt gerade einmal geschafft, in elf Jahren knapp 40 Fahrzeuge zu bauen. Somit konnte der CCGT nie an einer GT1 Meisterschaft teilnehmen und das Projekt wurde nach nur einem gebauten Exemplar beendet.

#### 2008 – CCXR
Der CCXR ist die „umweltfreundliche“ Variante des CCX. Angetrieben vom gleichen Motor, hat der CCXR zusätzlich noch die Möglichkeit, auch mit E85 oder E100 betrieben zu werden. Im Laufe der Zeit wurden einige CCX auf CCXR-Spezifikation umgebaut.
Im März 2009 wurde der CCXR von Forbes zu einem der zehn schönsten Autos der Geschichte erklärt.

#### 2008 – CCX / CCXR Edition

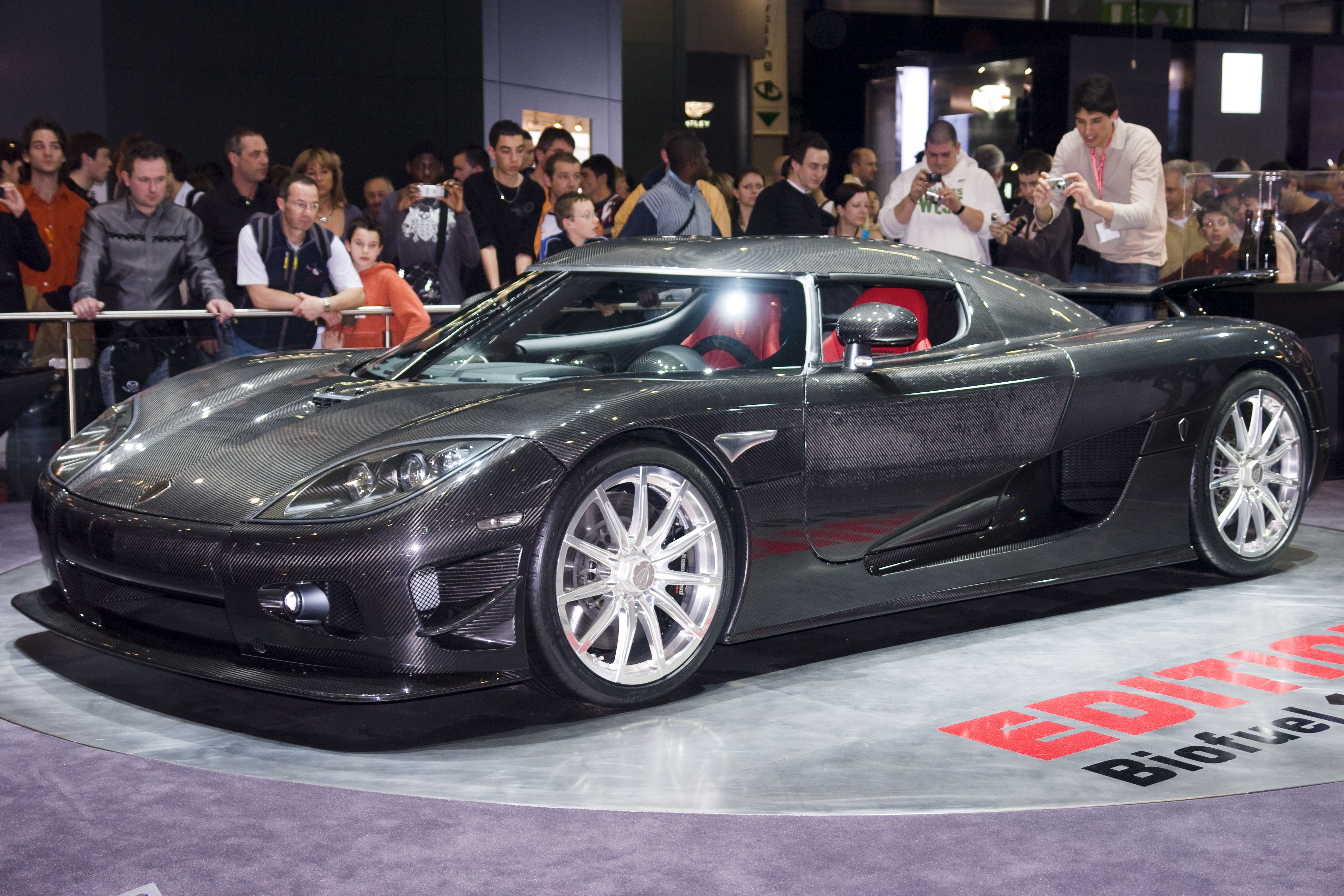
Koenigsegg CCXR Edition

Auf dem Genfer Auto-Salon 2008 wurden zwei neue Spezialversionen vorgestellt: CCX Edition und CCXR Edition.
Diese beiden Editionen sind noch mehr auf die Rennstrecke fokussiert, haben eine noch straffere Federung und ein tiefergelegtes Chassis. Die wohl größte sichtbare Besonderheit dieser Editionen ist die aus Sichtkarbon gefertigte und nur mit Klarlack lackierte Karosserie. Ebenso bekamen beide Versionen neue 11-Speichen Aluminiumfelgen, einen neuen, doppelten Heckspoiler und weitere optische und aerodynamische Veränderungen.

#### 2010 – CCXR Trevita

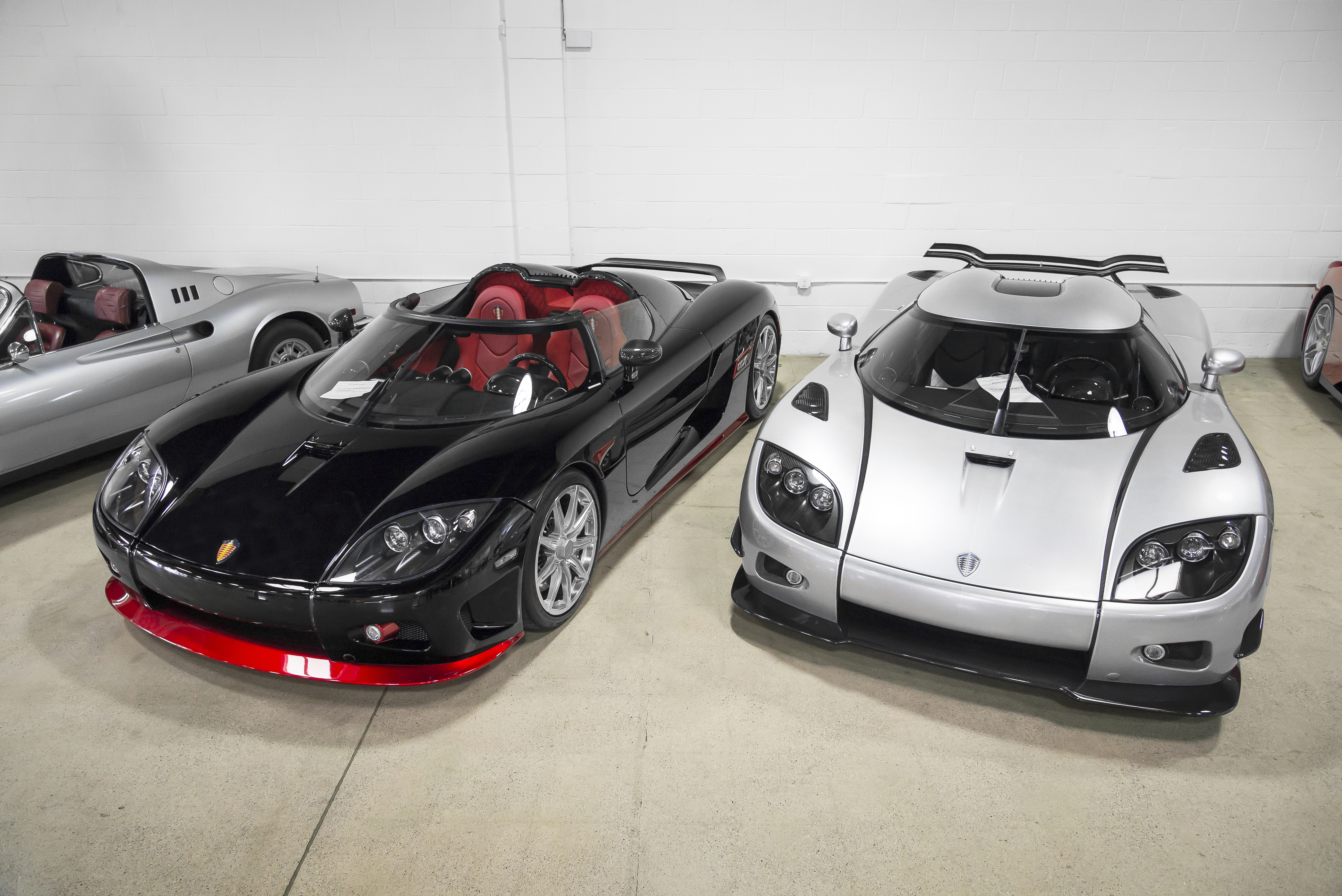
Koenigsegg CCXR Special Edition und CCXR Trevita

Trevita ist schwedisch und steht sinngemäß für Die drei Weißen. Das besondere an diesem Modell ist die weiß-silbrig schimmernde Sichtkarbonkarosserie. Koenigsegg hat eigens dafür ein Verfahren entwickelt, mit dem die naturgemäß schwarze Karbonfaser mit einem hellen, nicht näher beschriebenen Stoff beschichtet wird. So entsteht, gerade bei starkem Lichteinfall, der Eindruck, als wären unzählige, mikroskopisch kleine Diamanten in die Karbonfasern eingearbeitet.
Ursprünglich waren – so wie der Name vermuten lässt – drei Exemplare vorgesehen und angekündigt. Aufgrund der jedoch sehr schwierigen Verarbeitung der speziellen Karbonfaser wurden nur zwei der drei Trevita fertiggestellt.
Der CCXR Trevita gilt mit einem Verkaufspreis von 4,8 Millionen US-Dollar als eines der teuersten Fahrzeuge der Welt.

#### 2010 – CCXR Special Edition
Das Ende der CC-Reihe wurde mit zwei CCXR Special Edition Modellen markiert. Neben einer Sichtkarbon-Karosserie besitzen beide auch einen doppelten Heckspoiler, neue Aerodynamikelemente sowie ein Touchscreen-Infotainmentsystem. Ebenso sind beide Varianten mit dem neu entwickelten Getriebe mit Lenkrad-Schaltwippen ausgestattet.

## Karosserie

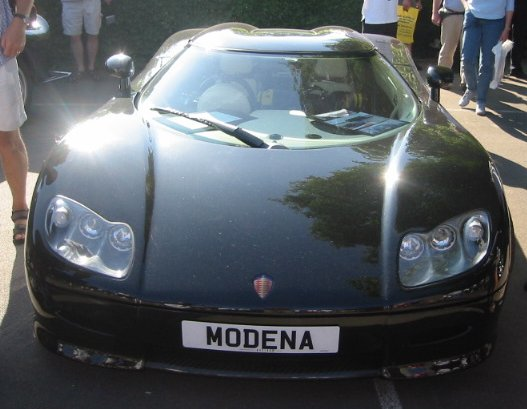
Koenigsegg CC8S

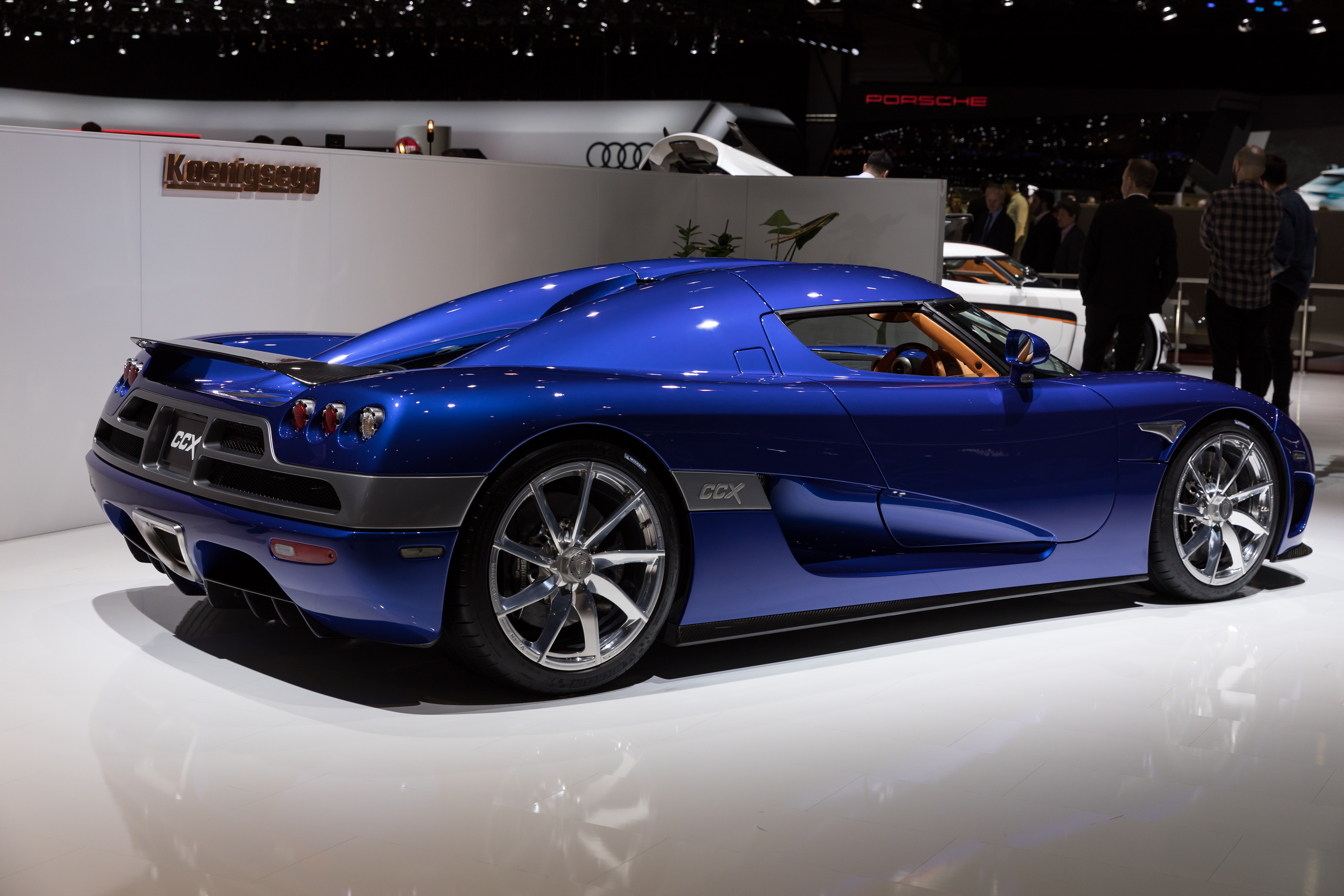
Heckansicht des CCX

Die Koenigsegg-Fahrzeuge haben ein Chassis aus kohlenstofffaserverstärktem Kunststoff (CFK), im Frontbereich einen Stahlrahmen sowie einen Aluminium-Rahmen im Heck. Die Karosserie besteht aus CFK.
Die Karosserien des CC8S und des CCR unterscheiden sich nur in Details voneinander. Die Unterschiede liegen hauptsächlich im Bereich der Rückleuchten und der Scheinwerfer. Das Fahrzeug hat ein sogenanntes Targadach, das herausgenommen und im 120 Liter großen Gepäckraum untergebracht werden kann. Die Türen sind eine Mischung aus normalen Fahrzeugtüren und Scherentüren. Sie entfernen sich beim Öffnen zuerst von der Karosserie und schwenken dann nach oben, dadurch stehen sie im geöffneten Zustand senkrecht hinter den Vorderrädern.
Der Strömungswiderstandskoeffizient (cw) des Wagens liegt bei 0,297, die Stirnfläche beträgt 1,825 Quadratmeter.
Koenigsegg gewährt eine zehnjährige Garantie auf Durchrostungen, obwohl es an diesem Fahrzeug dank der verwendeten Materialien kaum ein Teil gibt, das rosten könnte.

## Innenraum
Die CFK-Schalensitze verfügen über Bezüge aus Leder und Alcantara und sind mit dem von der NASA entwickelten Werkstoff Tempur gepolstert, der sich der Körperform anpasst.

## Motor
Der Motor des Koenigsegg CC8S basiert auf einem 4,7-Liter-V8-Rennmotor von Ford und wird durch Kompressoraufladung in der Leistung gesteigert. Der Motor des CCR und CCX entstand in Eigenregie, hat jedoch die gleichen Daten wie der Fordmotor, mit der Ausnahme, dass dieser von zwei Kompressoren aufgeladen wird. Durch Verwendung von Aluminiumlegierungen aus der Luftfahrt sowie der Werkstoffe Titan und CFK konnte das Motorgewicht auf 210 kg reduziert werden (CCR: 215 kg).
Der Motor des CCXR ist zur Verwendung von Ethanol als Kraftstoff ausgelegt und erreicht damit eine höhere Leistung als der nahezu identische CCX.

## Getriebe
Der Koenigsegg wurde serienmäßig mit einem manuell zu schaltenden Sechsganggetriebe von Cima ausgestattet. Das Differential sitzt im gleichen Gehäuse, nach der Definition im englischen Sprachraum ist es dadurch ein Transaxle-Getriebe. Als Extra ist eine sequentielle Schaltmechanik erhältlich. Allerdings ist auf der Koenigsegg-Webseite mittlerweile das sequenzielle Getriebe (F1 Gearbox) als Standard angegeben.

## Technische Daten
|                                                                          | Koenigsegg CC8S                                                                          | Koenigsegg CCR                                                                           | Koenigsegg CCX                                                                                  | Koenigsegg CCX Edition                                                                          | Koenigsegg CCXR                                                                                 | Koenigsegg CCXR Edition/Trevita/Special Edition                                                 |
| ------------------------------------------------------------------------ | ---------------------------------------------------------------------------------------- | ---------------------------------------------------------------------------------------- | ----------------------------------------------------------------------------------------------- | ----------------------------------------------------------------------------------------------- | ----------------------------------------------------------------------------------------------- | ----------------------------------------------------------------------------------------------- |
| Bauzeit                                                                  | 2002–2003                                                                                | 2004–2006                                                                                | 2006–2010                                                                                       | 2008                                                                                            | 2008–2010                                                                                       | 2008/2010                                                                                       |
| gebaute Anzahl                                                           | 6                                                                                        | 14                                                                                       | 20                                                                                              | 2                                                                                               | 19                                                                                              | 4/2/2                                                                                           |
| Motor                                                                    | V8-Mittelmotor mit Kompressor, vier Ventile pro Zylinder, zwei obenliegende Nockenwellen | V8-Mittelmotor mit Kompressor, vier Ventile pro Zylinder, zwei obenliegende Nockenwellen | V8-Mittelmotor mit zwei Kompressoren, vier Ventile pro Zylinder, zwei obenliegende Nockenwellen | V8-Mittelmotor mit zwei Kompressoren, vier Ventile pro Zylinder, zwei obenliegende Nockenwellen | V8-Mittelmotor mit zwei Kompressoren, vier Ventile pro Zylinder, zwei obenliegende Nockenwellen | V8-Mittelmotor mit zwei Kompressoren, vier Ventile pro Zylinder, zwei obenliegende Nockenwellen |
| Motorgewicht(kg)                                                         | 210                                                                                      | 215                                                                                      | 178                                                                                             | 178                                                                                             | 178                                                                                             | 178                                                                                             |
| Hubraum                                                                  | 4700 cm³                                                                                 | 4700 cm³                                                                                 | 4700 cm³                                                                                        | 4800 cm³                                                                                        | 4800 cm³                                                                                        | 4800 cm³                                                                                        |
| Kompression                                                              | 8,6:1                                                                                    | 8,6:1                                                                                    | 8,2:1                                                                                           | 8,6:1                                                                                           | 8,8:1                                                                                           | 9,2:1                                                                                           |
| max. Leistung bei 1/min                                                  | 482 kW (655 PS) bei 6500                                                                 | 593 kW (806 PS) bei 6900                                                                 | 601 kW (817 PS) bei 7000                                                                        | 662 kW (900 PS) bei 7000                                                                        | 749 kW (1018 PS) bei 7000                                                                       | 759 kW (1032 PS) bei 7000                                                                       |
| Maximales Drehmoment bei 1/min                                           | 750 Nm bei 5000                                                                          | 920 Nm bei 5700                                                                          | 920 Nm bei 5500                                                                                 | 940 Nm bei 5800                                                                                 | 1060 Nm bei 5600                                                                                | 1080 Nm bei 5600                                                                                |
| Maximale Drehzahl                                                        | 7250/min                                                                                 | 7250/min                                                                                 | 7600/min                                                                                        | 7600/min                                                                                        |                                                                                                 | 7700/min                                                                                        |
| Beschleunigung (0–100 km/h in s)                                         | <3,5                                                                                     | 3,2                                                                                      | 3,2                                                                                             | 3,0                                                                                             | 3,1                                                                                             | 2,9                                                                                             |
| Höchstgeschwindigkeit (km/h)                                             | 390                                                                                      | >395                                                                                     | >395                                                                                            | >400                                                                                            | >400                                                                                            | >400                                                                                            |
| Beschleunigung über eine „Viertelmeile“ (402,34 Meter) aus dem Stand (s) | 10                                                                                       | –                                                                                        | 9,9                                                                                             | –                                                                                               | –                                                                                               | –                                                                                               |
| dabei erreichte Geschwindigkeit (km/h)                                   | 217                                                                                      | 235                                                                                      | 235                                                                                             | –                                                                                               | –                                                                                               | –                                                                                               |
| Bremsweg (100–0 km/h) in m                                               | 32                                                                                       | 31                                                                                       | 32                                                                                              | 32                                                                                              | 32                                                                                              | 32                                                                                              |
| Tankinhalt (Liter)                                                       | 80                                                                                       | 80                                                                                       | 70                                                                                              | 70                                                                                              | 70                                                                                              | 70                                                                                              |
| Abmessungen L×B×H (mm)                                                   | 4190 × 1990 × 1070                                                                       | 4190 × 1990 × 1070                                                                       | 4293 × 1996 × 1120                                                                              | 4293 × 1996 × 1114                                                                              | 4293 × 1996 × 1120                                                                              | 4293 × 1996 × 1114                                                                              |
| Bodenfreiheit (mm)                                                       | 100                                                                                      | 100                                                                                      | 100                                                                                             | 92 (vorne) 95 (hinten)                                                                          | 100                                                                                             | 100                                                                                             |
| cw-Wert                                                                  | 0,297                                                                                    | 0,297                                                                                    | 0,32                                                                                            | 0,36                                                                                            | 0,33                                                                                            | 0,36                                                                                            |
| Stirnfläche (m²)                                                         | 1,875                                                                                    | 1,825                                                                                    | 1,867                                                                                           | 1,867                                                                                           | 1,867                                                                                           | 1,867                                                                                           |
| Wendekreis (m)                                                           | 11                                                                                       | 11                                                                                       | 11                                                                                              | 11                                                                                              | 11                                                                                              | 11                                                                                              |
| Leergewicht (kg)                                                         | 1175                                                                                     | 1180                                                                                     | 1280                                                                                            | 1280                                                                                            | 1280                                                                                            | 1280                                                                                            |

## Fahrleistungen
Der Koenigsegg CCR wurde im Oktober 2005 von sport auto auf dem Nürburgring getestet:
- 0–40 km/h 1,5 s
- 0–60 km/h 2,2 s
- 0–80 km/h 3,2 s
- 0–100 km/h 3,9 s
- 0–120 km/h 4,6 s
- 0–140 km/h 5,8 s
- 0–160 km/h 6,8 s
- 0–180 km/h 7,9 s
- 0–200 km/h 9,6 s
- Bremsweg 100–0 km/h 35 m (Verzögerung 11 m/s²)
- Leergewicht (vollgetankt) 1418 kg

## Ausstattung
Trotz seines geringen Gewichtes ist der Koenigsegg sportwagenuntypisch – da jede Sonderausstattung das Fahrzeuggewicht erhöht – sehr gut ausgestattet. Serienmäßig vorhanden sind unter anderem:
- Fahrerairbag
- Klimaautomatik
- Elektrisch verstellbare Außenspiegel
- Elektrische Fensterheber
- Traktionskontrolle
- Antiblockiersystem
- Servolenkung
- Hydraulisches, höhenverstellbares Fahrwerk
- Stereoanlage mit CD-Player
- Alarmanlage mit Wegfahrsperre
- Zentralverriegelung

Trotz dieser Extras bewegt sich der Wagen auf dem Gewichtsniveau eines Pagani Zonda oder Saleen S7. Der Ferrari Enzo oder auch der Porsche Carrera GT sind etwa 100 kg schwerer.